# Wolfgang Schmidtke
Wolfgang Schmidtke (* 24. Dezember 1956 in Lüdenscheid) ist ein deutscher Jazzmusiker (Saxophon, Bassklarinette) und Komponist.

## Leben und Wirken
Schmidtke erhielt ersten musikalischen Unterricht am Piano; mit 16 Jahren kam das Saxophon dazu. Nach dem Abitur studierte er zunächst Musikwissenschaft an der Westfälischen Wilhelms-Universität in Münster; er wechselte dann an die Hochschule für Musik Köln, Standort Wuppertal, wo er Saxophon studierte.
Zunächst spielte er in einem Improvisationsensemble um Harald Bojé; dann wirkte er in der Fusionjazz-Band „Das Pferd“, die für Tonträger-Veröffentlichungen unter anderem mit Harry Beckett, Marilyn Mazur, Chris McGregor sowie Peter Kowald zusammenarbeitete. Zudem unternahm er Tourneen mit Ginger Baker, Randy Brecker, Horace Parlan, John Lindberg und Bobby McFerrin, aber auch mit Georg Danzer, Lydie Auvray, Karlheinz Stockhausen und sinfonischen Orchestern. 1998 gründete er das „Wolfgang Schmidtke Orchestra“, das mit unter anderem Markus Stockhausen, Lee Konitz, Steve Lacy und Alexander von Schlippenbach arbeitete. Weiterhin spielt er im Projekt „African Sketchbook“ (unter anderem mit Arkady Shilkloper). Als Komponist und Produzent wirkte er an fünf CDs des Essener Sängers Tom Mega mit.
Für den WDR organisierte Schmidtke eine Reihe von Produktionen, deren übergeordnetes Konzept die Verbindung von Genres und Stilistiken ist, die normalerweise nicht kombiniert und zusammen präsentiert werden: Beispielsweise die Gegenüberstellung eines gemischten Chores mit einem Bläserensemble und einem Perkussionisten im Rahmen des Rheinischen Musikfestes 1989 oder die Produktion „Tango Westfalica“, eine Verbindung von mittelalterlichen Musiken mit der Welt des Tango, an der Hans Reichel, Stephan Meinberg, Achim Fink und Christian Thomé mitwirkten (2005). 2008 komponierte er ein dreisätziges Septett für Klavier und Streicher, dessen Klavierpart von Simon Nabatov bestritten wurde. 2010 schrieb er die Musik zu Carmen – ein deutsches Musical.
Schmidtke unterrichtet Saxophon an der Bergische Musikschule Wuppertal. Seit 2002 ist er künstlerischer Leiter des Wuppertal Musikfests „Die 3. ART“ und des „Nachtfoyers“, des musikalischen Nachtprogramms der Wuppertaler Bühnen. Weiterhin ist er der Vorsitzende der Peter Kowald Gesellschaft.

## Auszeichnungen
- 2007 Preis der Enno und Christa Springmann-Stiftung